# Michele Timms
Michele Timms, född den 28 juni 1965 i Melbourne, Australien, är en australisk basketspelare som på hemmaplan i Sydney tog OS-silver 2000. Hon var även med och tog OS-brons 1996 i Atlanta. År 2000 var första gången Australien tog silver vid de olympiska baskettävlingarna.